# Curug Wetan, Tangerang
Curug Wetan är en ort i Indonesien.   Den ligger i provinsen Banten, i den västra delen av landet, 30 km väster om huvudstaden Jakarta. Curug Wetan ligger 39 meter över havet och antalet invånare är 191 406.
Terrängen runt Curug Wetan är platt, och sluttar norrut.Runt Curug Wetan är det mycket tätbefolkat, med 1 573 invånare per kvadratkilometer. Närmaste större samhälle är Tangerang, 12,7 km nordost om Curug Wetan. Trakten runt Curug Wetan består till största delen av jordbruksmark.